# 国分秀男
国分 秀男（こくぶん ひでお、1944年3月28日 - ）は、日本の元高校バレーボール指導者、東北福祉大学特任教授。古川商業高等学校（現・古川学園高等学校）で、長年にわたり女子バレーボール部の監督を務めた。

## 人物
福島県福島市出身。福島県立福島高等学校、慶應義塾大学商学部卒業。1973年、横浜市の京浜女子商業高等学校（現・白鵬女子高等学校）に商業科教員として着任。その後宮城県大崎市（旧古川市）にある古川商業高等学校へ移る。
春高バレー（全国高等学校選抜優勝大会）や、インターハイ・国体などの全国大会の優勝回数で史上最多記録を持つ監督である。古川商業（現・古川学園）は全国大会の優勝回数と準優勝回数の合計が史上最多。
古川商業（通称・古商）を全国優勝に導き、古川商業の監督を引退したあとは、同校の教頭を経て東北福祉大学の教授に就任。
監督退任後は岡崎典生が古川学園の監督に就任した。
同じ東北福祉大学の准教授に、"仙台市出身の東北福祉大学の卒業生"である、バレーボール全日本女子チームの元エースアタッカー兼キャプテンであった日本バレーボール協会女子強化委員の佐藤伊知子がいる。